# Puchar Świata w narciarstwie dowolnym 1994/1995
Puchar Świata w narciarstwie dowolnym 1994/1995 rozpoczął się 15 grudnia 1994 we francuskim Tignes, a zakończył 11 marca 1995 w szwedzkim Hundfjället. Była to 16 edycja Pucharu Świata w narciarstwie dowolnym. Puchar Świata rozegrany został w 9 krajach i 12 miastach na 2 kontynentach. Najwięcej zawodów odbyło się w USA i Kanadzie, po 12 dla mężczyzn i kobiet. 
Obrońcą Pucharu Świata wśród mężczyzn był Rosjanin Siergiej Szuplecow, a wśród kobiet Amerykanka Kristean Porter. W tym sezonie triumfowali: Amerykanin Jonny Moseley wśród mężczyzn oraz ponownie Kristean Porter wśród kobiet.

## Konkurencje
- AE = skoki akrobatyczne
- MO = jazda po muldach
- BA = balet narciarski
- KB = kombinacja

## Mężczyźni

### Kalendarz i wyniki
| Lp                                                             | Data             | Miejsce      | Konkurencja | Zwycięzca          | 2. miejsce          | 3. miejsce        |
| 1.                                                             | 15 grudnia 1994  | Tignes       | MO          | Edgar Grospiron    | Siergiej Szuplecow  | Dominick Gauthier |
| 2.                                                             | 15 grudnia 1994  | Tignes       | MO          | Siergiej Szuplecow | Edgar Grospiron     | David Carpano     |
| 3.                                                             | 16 grudnia 1994  | Tignes       | BA          | Edgar Grospiron    | Heini Baumgartner   | Pavel Landa       |
| 4.                                                             | 16 grudnia 1994  | Tignes       | BA          | Heini Baumgartner  | Edgar Grospiron     | Pavel Landa       |
| 5.                                                             | 17 grudnia 1994  | Tignes       | AE          | Lloyd Langlois     | Sébastien Foucras   | Wasil Warabjou    |
| 6.                                                             | 17 grudnia 1994  | Tignes       | KB          | Trace Worthington  | Jonny Moseley       | David Belhumeur   |
| 7.                                                             | 21 grudnia 1994  | Piancavallo  | AE          | Christian Rijavec  | Richard Cobbing     | Alexis Blanc      |
| 8.                                                             | 6 stycznia 1995  | Blackcomb    | BA          | Heini Baumgartner  | Ian Edmondson       | Jason Bodnar      |
| 9.                                                             | 6 stycznia 1995  | Blackcomb    | BA          | Heini Baumgartner  | Rune Kristiansen    | Ian Edmondson     |
| 10.                                                            | 7 stycznia 1995  | Blackcomb    | MO          | Siergiej Szuplecow | Edgar Grospiron     | Jean-Luc Brassard |
| 11.                                                            | 7 stycznia 1995  | Blackcomb    | MO          | Siergiej Szuplecow | Edgar Grospiron     | Jean-Luc Brassard |
| 12.                                                            | 8 stycznia 1995  | Blackcomb    | AE          | Christian Rijavec  | Sébastien Foucras   | Nicolas Fontaine  |
| 13.                                                            | 8 stycznia 1995  | Blackcomb    | KB          | Darcy Downs        | Trace Worthington   | David Belhumeur   |
| 14.                                                            | 13 stycznia 1995 | Breckenridge | BA          | Rune Kristiansen   | Fabrice Becker      | Heini Baumgartner |
| 15.                                                            | 13 stycznia 1995 | Breckenridge | BA          | Heini Baumgartner  | Fabrice Becker      | Rune Kristiansen  |
| 16.                                                            | 14 stycznia 1995 | Breckenridge | MO          | Siergiej Szuplecow | Evan Dybvig         | John Smart        |
| 17.                                                            | 14 stycznia 1995 | Breckenridge | MO          | Siergiej Szuplecow | Edgar Grospiron     | Jean-Luc Brassard |
| 18.                                                            | 15 stycznia 1995 | Breckenridge | AE          | Christian Rijavec  | Sébastien Foucras   | Trace Worthington |
| 19.                                                            | 15 stycznia 1995 | Breckenridge | KB          | Trace Worthington  | Darcy Downs         | Jonny Moseley     |
| 20.                                                            | 20 stycznia 1995 | Le Relais    | BA          | Rune Kristiansen   | Fabrice Becker      | Heini Baumgartner |
| 21.                                                            | 20 stycznia 1995 | Le Relais    | BA          | Fabrice Becker     | Heini Baumgartner   | Ian Edmondson     |
| 22.                                                            | 21 stycznia 1995 | Le Relais    | MO          | Siergiej Szuplecow | Edgar Grospiron     | John Smart        |
| 23.                                                            | 21 stycznia 1995 | Le Relais    | MO          | Edgar Grospiron    | Siergiej Szuplecow  | Jean-Luc Brassard |
| 24.                                                            | 21 stycznia 1995 | Le Relais    | KB          | Trace Worthington  | Darcy Downs         | David Belhumeur   |
| 25.                                                            | 22 stycznia 1995 | Le Relais    | AE          | Trace Worthington  | Kris Feddersen      | Lloyd Langlois    |
| 26.                                                            | 26 stycznia 1995 | Lake Placid  | BA          | Rune Kristiansen   | Fabrice Becker      | Heini Baumgartner |
| 27.                                                            | 26 stycznia 1995 | Lake Placid  | BA          | Fabrice Becker     | Rune Kristiansen    | Heini Baumgartner |
| 28.                                                            | 27 stycznia 1995 | Lake Placid  | MO          | Siergiej Szuplecow | John Smart          | Jean-Luc Brassard |
| 29.                                                            | 27 stycznia 1995 | Lake Placid  | MO          | Siergiej Szuplecow | Edgar Grospiron     | Jean-Luc Brassard |
| 30.                                                            | 28 stycznia 1995 | Lake Placid  | AE          | Trace Worthington  | Sébastien Foucras   | Kris Feddersen    |
| 31.                                                            | 28 stycznia 1995 | Lake Placid  | KB          | Trace Worthington  | Darcy Downs         | David Belhumeur   |
| 32.                                                            | 2 lutego 1995    | Oberjoch     | BA          | Rune Kristiansen   | Fabrice Becker      | Heini Baumgartner |
| 33.                                                            | 2 lutego 1995    | Oberjoch     | BA          | Rune Kristiansen   | Heini Baumgartner   | Fabrice Becker    |
| 34.                                                            | 3 lutego 1995    | Oberjoch     | MO          | Edgar Grospiron    | Youri Gilg          | Stéphane Rochon   |
| 35.                                                            | 3 lutego 1995    | Oberjoch     | MO          | Edgar Grospiron    | Jean-Luc Brassard   | Youri Gilg        |
| 36.                                                            | 4 lutego 1995    | Oberjoch     | AE          | Alexis Blanc       | Trace Worthington   | Kris Feddersen    |
| 37.                                                            | 4 lutego 1995    | Oberjoch     | KB          | Trace Worthington  | Darcy Downs         | David Belhumeur   |
| 38.                                                            | 8 lutego 1995    | Hasliberg    | MO          | Edgar Grospiron    | Siergiej Szuplecow  | Johann Grégoire   |
| 39.                                                            | 8 lutego 1995    | Hasliberg    | MO          | Edgar Grospiron    | Siergiej Szuplecow  | Jonny Moseley     |
| 40.                                                            | 9 lutego 1995    | Altenmarkt   | BA          | Rune Kristiansen   | Heini Baumgartner   | Darcy Downs       |
| 41.                                                            | 9 lutego 1995    | Altenmarkt   | BA          | Heini Baumgartner  | Rune Kristiansen    | David Belhumeur   |
| 42.                                                            | 10 lutego 1995   | Altenmarkt   | AE          | Trace Worthington  | Sébastien Foucras   | Nicolas Fontaine  |
| 5. Mistrzostwa Świata w Narciarstwie Dowolnym 1995 – La Clusaz |                  |              |             |                    |                     |                   |
| 43.                                                            | 21 lutego 1995   | Kirchberg    | BA          | Rune Kristiansen   | Fabrice Becker      | Heini Baumgartner |
| 44.                                                            | 21 lutego 1995   | Kirchberg    | BA          | Rune Kristiansen   | Heini Baumgartner   | Fabrice Becker    |
| 45.                                                            | 22 lutego 1995   | Kirchberg    | MO          | Siergiej Szuplecow | Jean-Luc Brassard   | Dominick Gauthier |
| 46.                                                            | 22 lutego 1995   | Kirchberg    | MO          | Edgar Grospiron    | Siergiej Szuplecow  | Jean-Luc Brassard |
| 47.                                                            | 24 lutego 1995   | Kirchberg    | AE          | Kip Griffin        | Alexander Auerswald | Lloyd Langlois    |
| 48.                                                            | 24 lutego 1995   | Kirchberg    | KB          | Jonny Moseley      | David Belhumeur     | Trace Worthington |
| 49.                                                            | 3 marca 1995     | Lillehammer  | BA          | Rune Kristiansen   | Heini Baumgartner   | Fabrice Becker    |
| 50.                                                            | 3 marca 1995     | Lillehammer  | BA          | Rune Kristiansen   | Heini Baumgartner   | Steven Roxberg    |
| 51.                                                            | 4 marca 1995     | Lillehammer  | AE          | Sébastien Foucras  | Trace Worthington   | Christian Rijavec |
| 52.                                                            | 5 marca 1995     | Lillehammer  | MO          | Dominick Gauthier  | Siergiej Szuplecow  | Edgar Grospiron   |
| 53.                                                            | 5 marca 1995     | Lillehammer  | MO          | Siergiej Szuplecow | Youri Gilg          | Jean-Luc Brassard |
| 54.                                                            | 5 marca 1995     | Lillehammer  | KB          | Trace Worthington  | Jonny Moseley       | David Belhumeur   |
| 55.                                                            | 8 marca 1995     | Hundfjället  | BA          | Rune Kristiansen   | Fabrice Becker      | Heini Baumgartner |
| 56.                                                            | 8 marca 1995     | Hundfjället  | BA          | Fabrice Becker     | Heini Baumgartner   | Rune Kristiansen  |
| 57.                                                            | 9 marca 1995     | Hundfjället  | MO          | Siergiej Szuplecow | Jean-Luc Brassard   | Olivier Cotte     |
| 58.                                                            | 9 marca 1995     | Hundfjället  | MO          | Olivier Cotte      | Siergiej Szuplecow  | Jean-Luc Brassard |
| 59.                                                            | 10 marca 1995    | Hundfjället  | AE          | Christian Rijavec  | Alexander Auerswald | Jonathan Sweet    |
| 60.                                                            | 10 marca 1995    | Hundfjället  | KB          | Jonny Moseley      | David Belhumeur     | Trace Worthington |
| 61.                                                            | 11 marca 1995    | Hundfjället  | AE          | Trace Worthington  | Christian Rijavec   | Sébastien Foucras |

### Klasyfikacje
| Lp. | Zawodnik           | Punkty |
| --- | ------------------ | ------ |
| 1.  | Jonny Moseley      | 164    |
| 2.  | Trace Worthington  | 156    |
| 3.  | David Belhumeur    | 138    |
| 4.  | Darcy Downs        | 137    |
| 5.  | Fabrice Becker     | 104    |
| 6.  | Siergiej Szuplecow | 99     |
| 6.  | Rune Kristiansen   | 99     |
| 8.  | Heini Baumgartner  | 97     |
| 8.  | Nick Cleaver       | 97     |
| 10. | Edgar Grospiron    | 95     |

| Lp. | Zawodnik          | Punkty |
| --- | ----------------- | ------ |
| 1.  | Trace Worthington | 772    |
| 2.  | Sébastien Foucras | 752    |
| 3.  | Christian Rijavec | 744    |
| 4.  | Alexis Blanc      | 664    |
| 5.  | Kris Feddersen    | 616    |
| 6.  | Lloyd Langlois    | 608    |
| 7.  | Nicolas Fontaine  | 572    |
| 8.  | David Belhumeur   | 536    |
| 9.  | Kip Griffin       | 512    |
| 10. | Britt Swartley    | 496    |
| 10. | Nick Cleaver      | 496    |

| Lp. | Zawodnik           | Punkty |
| --- | ------------------ | ------ |
| 1.  | Siergiej Szuplecow | 696    |
| 2.  | Edgar Grospiron    | 664    |
| 3.  | Jean-Luc Brassard  | 636    |
| 4.  | John Smart         | 596    |
| 5.  | Dominick Gauthier  | 572    |
| 6.  | Jonny Moseley      | 540    |
| 7.  | Stéphane Rochon    | 536    |
| 8.  | Youri Gilg         | 508    |
| 9.  | Fabrice Ougier     | 496    |
| 10. | Anders Jonell      | 464    |

| Lp. | Zawodnik          | Punkty |
| --- | ----------------- | ------ |
| 1.  | Rune Kristiansen  | 692    |
| 2.  | Fabrice Becker    | 680    |
| 3.  | Heini Baumgartner | 676    |
| 4.  | Steven Roxberg    | 576    |
| 5.  | Darcy Downs       | 560    |
| 5.  | Konrad Hilpert    | 560    |
| 7.  | Ian Edmondson     | 552    |
| 8.  | Scott Rosenbaum   | 504    |
| 9.  | Antti Inberg      | 472    |
| 10. | Mark Pigott       | 468    |

| Lp. | Zawodnik          | Punkty |
| --- | ----------------- | ------ |
| 1.  | Trace Worthington | 600    |
| 2.  | Darcy Downs       | 572    |
| 2.  | Jonny Moseley     | 572    |
| 4.  | David Belhumeur   | 560    |
| 5.  | Aleh Kulaszou     | 256    |
| 6.  | Ondřej Vokatý     | 84     |
| 7.  | Mychajło Kuleba   | 80     |

## Kobiety

### Kalendarz i wyniki
| Lp                                                             | Data             | Miejsce      | Konkurencja | Zwyciężczyni        | 2. miejsce          | 3. miejsce              |
| 1.                                                             | 15 grudnia 1994  | Tignes       | MO          | Tatjana Mittermayer | Raphaëlle Monod     | Candice Gilg            |
| 2.                                                             | 15 grudnia 1994  | Tignes       | MO          | Raphaëlle Monod     | Candice Gilg        | Tatjana Mittermayer     |
| 3.                                                             | 16 grudnia 1994  | Tignes       | BA          | Ellen Breen         | Oksana Kuszczenko   | Jelena Batałowa         |
| 4.                                                             | 16 grudnia 1994  | Tignes       | BA          | Jelena Batałowa     | Ellen Breen         | Oksana Kuszczenko       |
| 5.                                                             | 17 grudnia 1994  | Tignes       | AE          | Hilde Synnøve Lid   | Colette Brand       | Natalja Oriechowa       |
| 6.                                                             | 17 grudnia 1994  | Tignes       | KB          | Natalja Oriechowa   | Katherina Kubenk    | Maja Schmid             |
| 7.                                                             | 21 grudnia 1994  | Piancavallo  | AE          | Colette Brand       | Caroline Olivier    | Kirstie Marshall        |
| 8.                                                             | 6 stycznia 1995  | Blackcomb    | BA          | Ellen Breen         | Cathy Fechoz        | Oksana Kuszczenko       |
| 9.                                                             | 6 stycznia 1995  | Blackcomb    | BA          | Ellen Breen         | Cathy Fechoz        | Oksana Kuszczenko       |
| 10.                                                            | 7 stycznia 1995  | Blackcomb    | MO          | Raphaëlle Monod     | Liz McIntyre        | Donna Weinbrecht        |
| 11.                                                            | 7 stycznia 1995  | Blackcomb    | MO          | Candice Gilg        | Raphaëlle Monod     | Donna Weinbrecht        |
| 12.                                                            | 8 stycznia 1995  | Blackcomb    | AE          | Kirstie Marshall    | Marie Lindgren      | Karin Kuster            |
| 13.                                                            | 8 stycznia 1995  | Blackcomb    | KB          | Maja Schmid         | Katherina Kubenk    | Kristean Porter         |
| 14.                                                            | 13 stycznia 1995 | Breckenridge | BA          | Ellen Breen         | Annika Johansson    | Åsa Magnusson           |
| 15.                                                            | 13 stycznia 1995 | Breckenridge | BA          | Ellen Breen         | Annika Johansson    | Kristean Porter         |
| 16.                                                            | 14 stycznia 1995 | Breckenridge | MO          | Donna Weinbrecht    | Liz McIntyre        | Raphaëlle Monod         |
| 17.                                                            | 14 stycznia 1995 | Breckenridge | MO          | Raphaëlle Monod     | Liz McIntyre        | Donna Weinbrecht        |
| 18.                                                            | 15 stycznia 1995 | Breckenridge | AE          | Nikki Stone         | Kirstie Marshall    | Maja Schmid             |
| 19.                                                            | 15 stycznia 1995 | Breckenridge | KB          | Maja Schmid         | Kristean Porter     | Natalja Oriechowa       |
| 20.                                                            | 20 stycznia 1995 | Le Relais    | BA          | Ellen Breen         | Oksana Kuszczenko   | Cathy Fechoz            |
| 21.                                                            | 20 stycznia 1995 | Le Relais    | BA          | Ellen Breen         | Cathy Fechoz        | Raquel Gutiérrez        |
| 22.                                                            | 21 stycznia 1995 | Le Relais    | MO          | Raphaëlle Monod     | Tatjana Mittermayer | Candice Gilg            |
| 23.                                                            | 21 stycznia 1995 | Le Relais    | MO          | Ludmiła Dymczenko   | Raphaëlle Monod     | Liz McIntyre            |
| 24.                                                            | 21 stycznia 1995 | Le Relais    | AE          | Nikki Stone         | Marie Lindgren      | Karin Kuster            |
| 25.                                                            | 22 stycznia 1995 | Le Relais    | KB          | Kristean Porter     | Maja Schmid         | Katherina Kubenk        |
| 26.                                                            | 26 stycznia 1995 | Lake Placid  | BA          | Ellen Breen         | Oksana Kuszczenko   | Raquel Gutiérrez        |
| 27.                                                            | 26 stycznia 1995 | Lake Placid  | BA          | Cathy Fechoz        | Oksana Kuszczenko   | Kristean Porter         |
| 28.                                                            | 27 stycznia 1995 | Lake Placid  | MO          | Donna Weinbrecht    | Ludmiła Dymczenko   | Jelizawieta Kożewnikowa |
| 29.                                                            | 27 stycznia 1995 | Lake Placid  | MO          | Donna Weinbrecht    | Raphaëlle Monod     | Ludmiła Dymczenko       |
| 30.                                                            | 28 stycznia 1995 | Lake Placid  | AE          | Colette Brand       | Kirstie Marshall    | Nikki Stone             |
| 31.                                                            | 28 stycznia 1995 | Lake Placid  | KB          | Kristean Porter     | Katherina Kubenk    | Maja Schmid             |
| 32.                                                            | 2 lutego 1995    | Oberjoch     | BA          | Ellen Breen         | Cathy Fechoz        | Annika Johansson        |
| 33.                                                            | 2 lutego 1995    | Oberjoch     | BA          | Ellen Breen         | Oksana Kuszczenko   | Cathy Fechoz            |
| 34.                                                            | 3 lutego 1995    | Oberjoch     | MO          | Tatjana Mittermayer | Raphaëlle Monod     | Candice Gilg            |
| 35.                                                            | 3 lutego 1995    | Oberjoch     | MO          | Raphaëlle Monod     | Anne Cattelin       | Candice Gilg            |
| 36.                                                            | 4 lutego 1995    | Oberjoch     | AE          | Colette Brand       | Nikki Stone         | Kirstie Marshall        |
| 37.                                                            | 4 lutego 1995    | Oberjoch     | KB          | Maja Schmid         | Katherina Kubenk    | Kristean Porter         |
| 38.                                                            | 8 lutego 1995    | Hasliberg    | MO          | Tatjana Mittermayer | Anne Cattelin       | Donna Weinbrecht        |
| 39.                                                            | 8 lutego 1995    | Hasliberg    | MO          | Tatjana Mittermayer | Anne Cattelin       | Jenny Eidolf            |
| 40.                                                            | 9 lutego 1995    | Altenmarkt   | BA          | Ellen Breen         | Maria Guarnieri     | Jeannette Witte         |
| 41.                                                            | 9 lutego 1995    | Altenmarkt   | BA          | Ellen Breen         | Oksana Kuszczenko   | Cathy Fechoz            |
| 42.                                                            | 10 lutego 1995   | Altenmarkt   | AE          | Hilde Synnøve Lid   | Colette Brand       | Nikki Stone             |
| 5. Mistrzostwa Świata w Narciarstwie Dowolnym 1995 – La Clusaz |                  |              |             |                     |                     |                         |
| 43.                                                            | 21 lutego 1995   | Kirchberg    | BA          | Jelena Batałowa     | Cathy Fechoz        | Ellen Breen             |
| 44.                                                            | 21 lutego 1995   | Kirchberg    | BA          | Ellen Breen         | Jelena Batałowa     | Cathy Fechoz            |
| 45.                                                            | 22 lutego 1995   | Kirchberg    | MO          | Donna Weinbrecht    | Candice Gilg        | Ann Battelle            |
| 46.                                                            | 22 lutego 1995   | Kirchberg    | MO          | Candice Gilg        | Ludmiła Dymczenko   | Tatjana Mittermayer     |
| 47.                                                            | 24 lutego 1995   | Kirchberg    | AE          | Nikki Stone         | Hilde Synnøve Lid   | Marie Lindgren          |
| 48.                                                            | 24 lutego 1995   | Kirchberg    | KB          | Kristean Porter     | Maja Schmid         |                         |
| 49.                                                            | 3 marca 1995     | Lillehammer  | BA          | Jelena Batałowa     | Oksana Kuszczenko   | Cathy Fechoz            |
| 50.                                                            | 3 marca 1995     | Lillehammer  | BA          | Jelena Batałowa     | Ellen Breen         | Cathy Fechoz            |
| 51.                                                            | 4 marca 1995     | Lillehammer  | AE          | Nikki Stone         | Kirstie Marshall    | Marie Lindgren          |
| 52.                                                            | 5 marca 1995     | Lillehammer  | MO          | Ludmiła Dymczenko   | Donna Weinbrecht    | Candice Gilg            |
| 53.                                                            | 5 marca 1995     | Lillehammer  | MO          | Donna Weinbrecht    | Raphaëlle Monod     | Ludmiła Dymczenko       |
| 54.                                                            | 5 marca 1995     | Lillehammer  | KB          | Natalja Oriechowa   | Kristean Porter     | Maja Schmid             |
| 55.                                                            | 8 marca 1995     | Hundfjället  | BA          | Jelena Batałowa     | Ellen Breen         | Cathy Fechoz            |
| 56.                                                            | 8 marca 1995     | Hundfjället  | BA          | Jelena Batałowa     | Ellen Breen         | Cathy Fechoz            |
| 57.                                                            | 9 marca 1995     | Hundfjället  | MO          | Raphaëlle Monod     | Ludmiła Dymczenko   | Tatjana Mittermayer     |
| 58.                                                            | 9 marca 1995     | Hundfjället  | MO          | Ludmiła Dymczenko   | Donna Weinbrecht    | Raphaëlle Monod         |
| 59.                                                            | 10 marca 1995    | Hundfjället  | AE          | Colette Brand       | Nikki Stone         | Kirstie Marshall        |
| 60.                                                            | 10 marca 1995    | Hundfjället  | KB          | Maja Schmid         | Natalja Oriechowa   | Kristean Porter         |
| 61.                                                            | 11 marca 1995    | Hundfjället  | AE          | Colette Brand       | Nikki Stone         | Marie Lindgren          |

### Klasyfikacje
| Lp. | Zawodniczka         | Punkty |
| --- | ------------------- | ------ |
| 1.  | Kristean Porter     | 163    |
| 2.  | Maja Schmid         | 157    |
| 3.  | Katherina Kubenk    | 144    |
| 4.  | Natalja Oriechowa   | 128    |
| 5.  | Ellen Breen         | 100    |
| 6.  | Nikki Stone         | 97     |
| 7.  | Raphaëlle Monod     | 96     |
| 8.  | Donna Weinbrecht    | 95     |
| 9.  | Kirstie Marshall    | 93     |
| 9.  | Oksana Kuszczenko   | 93     |
| 9.  | Tatjana Mittermayer | 93     |
| 9.  | Cathy Fechoz        | 93     |

| Lp. | Zawodniczka       | Punkty |
| --- | ----------------- | ------ |
| 1.  | Nikki Stone       | 776    |
| 2.  | Kirstie Marshall  | 744    |
| 3.  | Colette Brand     | 740    |
| 4.  | Hilde Synnøve Lid | 716    |
| 5.  | Caroline Olivier  | 688    |
| 6.  | Marie Lindgren    | 684    |
| 7.  | Kristean Porter   | 640    |
| 8.  | Jacqui Cooper     | 592    |
| 8.  | Karin Kuster      | 592    |
| 10. | Veronica Brenner  | 568    |

| Lp. | Zawodniczka         | Punkty |
| --- | ------------------- | ------ |
| 1.  | Raphaëlle Monod     | 672    |
| 2.  | Donna Weinbrecht    | 664    |
| 3.  | Tatjana Mittermayer | 648    |
| 4.  | Candice Gilg        | 636    |
| 5.  | Ludmiła Dymczenko   | 620    |
| 6.  | Ann Battelle        | 568    |
| 6.  | Anne Cattelin       | 568    |
| 8.  | Liz McIntyre        | 536    |
| 9.  | Sandrine Vaucher    | 452    |
| 10. | Bronwen Thomas      | 448    |

| Lp. | Zawodniczka       | Punkty |
| --- | ----------------- | ------ |
| 1.  | Ellen Breen       | 700    |
| 2.  | Oksana Kuszczenko | 648    |
| 2.  | Cathy Fechoz      | 648    |
| 4.  | Annika Johansson  | 616    |
| 5.  | Åsa Magnusson     | 556    |
| 6.  | Claudine Fleury   | 520    |
| 6.  | Raquel Gutiérrez  | 520    |
| 6.  | Jeannette Witte   | 520    |
| 9.  | Kristean Porter   | 516    |
| 10. | Maria Guarnieri   | 496    |

| Lp. | Zawodniczka       | Punkty |
| --- | ----------------- | ------ |
| 1.  | Maja Schmid       | 592    |
| 2.  | Kristean Porter   | 584    |
| 3.  | Katherina Kubenk  | 564    |
| 4.  | Natalja Oriechowa | 476    |
| 5.  | Tarsha Ebbern     | 88     |